# Idealisierung (Physik)
Idealisierung ist definierendes Merkmal eines Modells der Realität, so dass es manche Tatsachen und Störeinflüsse nicht berücksichtigt. Man kann auch sagen, das Modell idealisiert den physikalischen Gegenstand. In einer ersten allgemeinen Definition versteht man darunter  eine ‹Ersetzung› durch einen einfacheren Begriff des Modells, ‹der für bestimmte Zwecke dienlicher ist als der ursprüngliche›.
Unter dem idealisierenden Modell (oder Konzept) werden auch ‹Maßnahmen› und ‹Verfahren› verstanden, die im Ergebnis der Ersetzung eine ‹Optimierung in gewisser Hinsicht› hervorgebracht haben. Das können Messdaten, wissenschaftliche Methoden, physikalische Gegenstände oder auch mathematische Funktionen betreffen, die durch diesen Prozess dem Modell entsprechend angepasst wurden. Anders als theoretische Annahmen (Hypothesen) über die Realität sind Idealisierungen bewusst gewählte, freiwillige Annahmen. Sie können sich daher nicht unmittelbar als 'wahr' oder 'falsch' herausstellen.
Je nach Problemstellung werden schwierig zu formulierende Effekte nicht in das betrachtete Modell einbezogen, um das Problem mathematisch-funktional lösen zu können (Vereinfachung) oder um Sachverhalte prägnanter darstellen zu können (Konzentration). Der Prozess der Abbildung der Realität in einem Modell wird als Modellbildung bezeichnet.

## Beispiele
Als Beispiel verschiedener Hierarchien der Idealisierung sei die Erde betrachtet:
- Zur Berechnung der Ekliptik (Ebene ihrer Jahresbahn) kann sie als Massenpunkt im Gravitationsfeld der Sonne angenommen werden.
- Um hingegen eine Position auf der Erde zu bestimmen, muss man sie zumindest als Kugel mit einem bestimmten Radius definieren.
- Für geometrisch präzisere Ortsangaben (z. B. in der Landesvermessung oder bei GPS-Methoden) muss die Erdkugel durch ein genau definiertes Erdellipsoid ersetzt werden.
- Die beste Modellfläche für Höhenangaben ist hingegen das Geoid. Es ist zwar durch die Massenverteilung der Erde vorgegeben, lässt sich aber mathematisch nur aufgrund genauer Messungen in der Natur beschreiben.
- Gedanklich könnte die Erde zum idealen Gleichgewichtsmodell werden, wenn bei Erhalt der Erdmasse alle Höhenunterschiede eingeebnet wären und von einem gleichmäßig tiefen Meer bedeckt wären.

Andere prominente Modelle für Idealisierungen sind:
- in der Physik das Ideale Gas, der Starre Körper und die Laminare Strömung;
- in der Astrophysik der im Strahlungsgleichgewicht befindliche Schwarze Körper oder die exakt elliptische Planetenbewegung im Zweikörperproblem;
- in der Geophysik eine gleichmäßige Schichtung des Erdinneren;
- in der Technischen Mechanik die Ketten- und Biegelinie; das mathematische Pendel gegenüber dem physikalischen Pendel.[3]
- In der theoretischen Physik wird allgemein die Beschreibung von Körpern durch Punktmassen häufig als vorrangiges Beispiel eines hohen Grades der Idealisierung angesehen.[1] In diesem Sinne sind nicht nur einzelne Modelle, sondern ganze Theoriegebäude – hier die Punktmechanik – von den relevanten Idealisierungen betroffen.[4]

## Weitere Kennzeichnungen von Idealisierung
Neben der obigen Kennzeichnung von Idealisierung über Modelle gibt es weitere, allgemeinere Formulierungen, die dem naturphilosophischen Kontext entsprungen sind. So geht eine weitere Kennzeichnung vom physikalischen Gegenstand aus, an denen Messdaten gesammelt und nach Merkmalen klassifiziert werden. Es handelt sich dabei um ein Artefakt, ein künstlich Hergestelltes, welches in gewissen, erzeugten Merkmalen den realen Gegenstand ersetzen soll.

„Die unberührte Natur wird durch ein Artefakt ersetzt – in diesem Sinne läßt sich die Herstellung von Untersuchungsgegenständen als Idealisierung auffassen.“

Noch allgemeiner wird die Idealisierung zum Untersuchungsobjekt der Physik durch unserer Erkenntnisvermögen gekennzeichnet. Die Kennzeichnung setzt bei der transzendentalen Ästhetik Kants an: Idealisierung sei dem Erkenntnisvermögen überhaupt ursprünglich. Die ‹Idealität› der Anschauung vom empirisch Gegebenen bringe demnach auch objektive Grenzen mit, insofern es niemals in einem ‹ursprünglichen›, raumzeitlich enthobenen Sinne, niemals als ein ‹Ding an sich› gegeben ist. Niemals sind empirische Objekte reine ‹Formen der Anschauungen›, wodurch ‹das Dasein des Objekts der Anschauung gegeben wird›, sondern immer nur dadurch, ‹dass die Vorstellungsfähigkeit des Subjekts› selbst angeregt wird. In diesem Sinne wird Idealisierung als Ersetzung des Objekts durch einen subjektiv erfahrenen Repräsentanten erst ‹vollendeter› Kandidat einer ‹begrifflichen Beschreibung›.

## Formen der Idealisierung
Es lassen sich mehrere Formen der Idealisierung in der Physik bezeichnen:
- eine Abstraktion von ganzen Teilen des physikalischen Systems (weiterer Sinn): z. B. Die Ersetzung von echten Atomen durch ein Elektronengas zur Untersuchung der Leitfähigkeit von Festkörpern;
- eine Abstraktion von gewissen Eigenschaften des Systems (engerer Sinn): z. B. die Ersetzung von Rändern eines Kristallgitters durch periodische Übergänge (‚periodische Randbedingung‘);
- Vernachlässigung funktionaler Eigenschaften: z. B. die Nichtbeachtung dritter und vierter Ordnungen bei einer Taylor-Näherung;
- Vereinfachung zur mathematischen Handhabbarkeit überhaupt: z. B. jede funktionale Linearisierung, jedes arithmetische Näherungsverfahren gehört hierzu.

## Abgrenzungen

### Kennzeichnung: keine historischen Vorgänger
Idealisierte Modelle bilden hingegen keine vorläufigen Theorien. Für den naturwissenschaftlichen Erkenntnisprozess sind idealisierende Repräsentanten konstitutiv. Aus dem Grunde wird die Berufung darauf, dass 'Idealisierung' nur eine andere Kennzeichnung für historisch ‚rückschrittliche‘ Vorgängertheorien sei, die es zu ‚überwinden‘ gilt, kein zulässiges Argument gegen idealisierte Modelle und Methoden in der Physik.

### Abgrenzung zur Abstraktion und zur Näherung
In aktuellen wissenschaftstheoretischen Debatten wird vor allem danach gefragt, wie idealisierende Modelle der Wissenschaft die Realität repräsentieren. In dem Zusammenhang wird ein idealisierendes Modell auch von Abstraktionen und arithmetischen Näherungen selbst noch weiter abgegrenzt. Man möchte erkennen, warum Modelle die Realität dennoch nicht ‚falsch‘ repräsentieren.

In nuce, the idea is that abstractions set aside properties that are irrelevant to the problem at hand; idealisations intentionally distort relevant properties; and approximations replace a mathematical expression by other, more tractable and yet sufficiently close, expression.

„Im Kern ist es die Idee, dass Abstraktionen Eigenschaften beiseite lassen, die für das vorliegende Problem irrelevant sind. Idealisierungen verzerren absichtlich relevante Eigenschaften. Und Näherungen ersetzen einen mathematischen Ausdruck durch einen anderen, leichter handhabbaren und doch hinreichend nahen Ausdruck.“

Am Beispiel des Fadenpendels benannt, wird etwa von der Farbe, der Verarbeitung und vom Material des Pendels abstrahiert. Näherungen umfassen mathematische Ausdrücke für andere, um eine abgeschlossene, funktionale Lösung zu erhalten: Die Differentialgleichung des mathematischen Pendels liefert nur geschlossene Schwingungslösungen für die Näherung, dass der Auslenkungswinkel {\displaystyle \theta } klein ist; dann gilt {\displaystyle \sin(\theta )\approx \theta }.
Sämtliche ‹mechanische Aspekte› zum mathematischen Pendel betreffen das idealisierende Modell. Sie enthalten alle relevanten Elemente, die zur Herleitung der vereinfachenden Differentialgleichung {\displaystyle {\frac {d^{2}\theta }{dt^{2}}}=-{\frac {g}{l}}\,\sin(\theta )} gehören, den physikalischen Gegenstand aber verzerrt wiedergeben. Dazu gehören etwa folgende Annahmen:
- Konzentration der gesamten Körpergestalt des Pendels in dessen Schwerpunkt;
- Annahme einer homogenen Massenverteilung; Konstantsetzen des Ortsfaktors {\displaystyle g}.
- Die Pendelmasse ist nicht träge: es gibt kein Problem der ‚Massenflucht‘ (wie bei der klassischen ‚Schneide‘).
- Vernachlässigung von Reibungseffekten, sowohl an der Aufhängung als auch durch Luftwiderstand;[13]
- Vernachlässigung von Spannungs – und Dehnungsbeanspruchungen am Faden.

## Paradoxie des Idealisierens
Vielfach findet man, im historischen Rückblick auf die Physik, das Aufstellen von idealisierten Modellen maßgeblich mit der neuzeitlichen Methode des Mathematisierens aller Naturprozesse nach Galilei identifiziert.

„Für den Platonismus hatte das Reale eine mehr oder minder vollkommene Methexis [d. i. Teilhabe] am Idealen. Das gab für die antike Geometrie Möglichkeiten einer primitiven Anwendung auf die Realität. In der Galileischen Mathematisierung der Natur wird nun diese selbst unter der Leitung einer neuen Mathematik idealisiert, sie wird – modern ausgedrückt – selbst zu einer mathematischen Mannigfaltigkeit.“

Das ist insofern eine Paradoxie der modernen Naturwissenschaft, als die Ersetzung einzelner verzerrter und mathematisierter Abbilder zugleich den ‹Erfolg [… in der] Genauigkeit der Vorhersagen› auszumachen scheint: Durch die ‹Abweichungen von der Wirklichkeit› komme man offenbar erst dahin, ‹besonders genau beschreiben zu können›.
Bereits B. Fontenelle erhob das Idealisieren nach Galileis Vorbild zu einem methodischen Prinzip, wenn man es als eine bewusste Simplifizierung zugunsten des mathematischen Begriffs versteht. Die Idealisierung könne den Einzelfall zur Gewissheit erheben.

« Les Mathématiciens, & sur tout yeux qui ont traité des Mathématiques mixtes, comme la Méchanique, n’ont ordinairement consideré que les cas les plus simples, soit parce qu’ils en ont crû l’usage plus frequent, soit plûtôt parce que la solution en est plus facile. [… ] & cette proposition [i. e.: sur le cas singulièr du levier] est devenuë une espece d’Axiome. Il ne faut portant pas croire qu’elle soit generalement vraye, »

„Die Mathematiker, darüber hinaus all diejenigen, die gemischte Mathematik wie die Mechanik verwendet haben, haben auch für gewöhnlich nur den allereinfachsten Fall betrachtet, sei es nun, weil sie darin den häufigsten Gebrauch vermuten würden, oder sei es vielmehr noch, dass die Lösung darin am einfachsten ist. [...] Und diese Behauptung [über den Einzelfall eines Hebels] hat sich zu dem Rang eines Axioms [eig. Herv.] entwickelt. Man muss allerdings nicht glauben, dass sie allgemein wahr wäre.“